# Aeroporto Internazionale di Bangalore
L'Aeroporto Internazionale di Bangalore è un aeroporto situato a 30 km dalla città di Bangalore (stato di Karnataka), in India.
L'aeroporto è hub per le compagnie aeree AirAsia India, Air Pegasus e Deccan Charters.
La costruzione dell'aeroporto è iniziata nel luglio del 2005 dopo alcuni rinvi. Doveva essere inaugurato il 30 marzo del 2008, ma alcuni ritardi nel servizio di controllo del traffico aereo hanno fatto sì che le operazioni iniziassero solo nella notte del 23 maggio 2008.
I piani futuri di espansione riguardano l'ampliamento dell'edificio terminal, della pista e delle zone commerciali con la costruzioni di un business center, di duty-free shop, centri per lo svago e uffici.

## Costruzione
Il nuovo aeroporto era stato originariamente progettato per gestire 3,5 milioni di passeggeri all'anno, ma è stato ristrutturato per ospitare alla fine 12 milioni. Questo cambiamento ha comportato un aumento delle dimensioni del terminal, del numero di stazioni aeronautiche, di nuove vie di rullaggio e delle infrastrutture di supporto.
È previsto anche un servizio ferroviario diretto tra la stazione di cantone di Bangalore e il terminal seminterrato dell'aeroporto. L'accesso all'autostrada nazionale 7 viene ampliato a un'autostrada urbana a sei corsie.
È stata progettata una nuova autostrada urbana per collegare l'aeroporto alla città tramite la tangenziale. Questa strada partirebbe da Hennur Road e si unirebbe alla corsia esterna della tangenziale (cintura perimetrale). Tuttavia il governo nazionale, citando un rapporto di studio della National Highways Authority of India (NHAI), ha dichiarato alla Corte Suprema che la proposta autostrada urbana che collega la circonvallazione esterna e l'aeroporto internazionale di Bangalore non era fattibile. Dopo molti ritardi e confusione con la stampa, l'aeroporto è stato finalmente inaugurato il 23 maggio 2008, quando un volo proveniente da Bombay ha fatto sbarcare i suoi passeggeri all'aeroporto. Poi, pochi minuti dopo, è decollato un volo della Indian Airlines per Singapore, effettuando il primo decollo dall'aeroporto.
Nel 2008, l'aeroporto internazionale di Bangalore è stato il quarto aeroporto al mondo in termini di ritardo all'arrivo, secondo il campione FlightStats, con solo il 60,16% degli aerei che arrivano in orario..

## Specifiche dell'aeroporto

### Terminale
Il terminal passeggeri è composto da quattro piani, con temperatura condizionata, in grado di ospitare operazioni internazionali e nazionali. Le aree di arrivo e di partenza sono separate da un tramezzo verticale mobile. Le lounge delle partenze nazionali e internazionali e la maggior parte dei negozi si trovano al livello 2 (primo piano). Le strutture per il check-in e il ritiro bagagli si trovano al livello 1 (piano terra). Il terminale è progettato per facilitare le operazioni e ridurre al minimo la manutenzione.
Ha una superficie di 71.000 metri quadrati ed è progettato per ospitare 3.000 passeggeri nelle ore di punta.
L'aeroporto può servire undici milioni di passeggeri all'anno con 27 operazioni all'ora.
L'aeroporto dispone di venti porte d'imbarco, otto parcheggi per aeromobili, tra cui una doppia postazione di accesso e diciannove postazioni remote. Ci sono un totale di 42 postazioni, tutte con sistema di rifornimento.
C'è un parcheggio di 2.000 posti davanti al terminal per facilitare l'accesso dei passeggeri e dei visitatori all'aeroporto.

### Traccia
L'aeroporto dispone di una pista che può ospitare qualsiasi tipo di aeromobile. Ci sono piani per costruire una seconda pista quando il traffico annuale dell'aeroporto raggiungerà i diciotto milioni di passeggeri all'anno che dovrebbero essere raggiunti nel 2013-2014.

### Miscellanea
L'aeroporto è costato circa $ 600 milioni e viene applicata una tassa di Rs 1.070 a tutte le partenze internazionali dei passeggeri per pagare la costruzione e la manutenzione dell'aeroporto.